# Philip K. Chapman
Philip K. Chapman, född 5 mars 1935 i Melbourne i Australien, död 5 april 2021 i Arizona, var en amerikansk astronaut. Han blev uttagen i Astronautgrupp 6 den 4 augusti 1967.